# Parafia Najświętszej Maryi Panny Częstochowskiej we Wrocławiu
Parafia Najświętszej Maryi Panny Częstochowskiej we Wrocławiu – znajduje się w dekanacie Wrocław Katedra w archidiecezji wrocławskiej. Obsługiwana przez księży archidiecezjalnych. Erygowana w 1945. Mieści się przy al. Kochanowskiego 11.

## Obszar parafii
Parafia obejmuje ulice: 	Banacha, Bandtkiego, Bartla, Baudouina de Courtenay, Chopina, Cieszkowskiego, Czackiego, Dicksteina, Elsnera, Głogowczyka, Handelsmanna, Karłowicza, Kochanowskiego, Kolberga, Kopernika (nr. 16, 17-19), Krzywickiego, Lipińskiego, Mianowskiego, Mickiewicza (nr. parz. 8-40), Moniuszki, Na Końcu, Noskowskiego, Paderewskiego, Parkowa, Pilata, Różyckiego, Smoleńskiego, Ks. Szramki, Szymanowskiego, Śniadeckich, Świętochowskiego, Wieniawskiego, Witelona, Wojciecha z Brudzewa.